# Sarcosperma paniculatum
Sarcosperma paniculatum är en tvåhjärtbladig växtart som först beskrevs av George King, och fick sitt nu gällande namn av Otto Stapf och George King. Sarcosperma paniculatum ingår i släktet Sarcosperma och familjen Sapotaceae. Inga underarter finns listade i Catalogue of Life.